# 朱志强
朱志强（1976年6月8日—），中国的一位网络动画师，以创作《小小作品》而闻名。

## 生平
朱志强1976年出生于吉林省吉林市。他早在中學生涯時，已經開始製作火柴人动画。后由于各种原因，定居于北京市。2000年，朱志强使用Corel Painter，发布《独孤求败》，2001年开始崭露头角，由于其作品拥有独特的视觉效果，便一举成名，并获得“中国Flash第一人”的称号，后发布至9号作品，均取得不错的成效。但在发布《过关斩将Ⅱ》后，由于生活所迫，朱志强停止了《小小作品》的制作。
只在2003年与2008年发布3则广告。后自Flash界隐退，转入对其他领域的研究。
隐退之后，他便淡出公众视野。但在2011年与“闪客帝国”创始人高大勇一起参与开发游戏《三国群殴传》和《三国赚翻天》。